# Вулька-Жуковська
Вулька-Жуковська (пол. Wólka Żukowska) — село в Польщі, у гміні Мокободи Седлецького повіту Мазовецького воєводства.
Населення — 7 осіб (2011).
У 1975-1998 роках село належало до Седлецького воєводства.

## Демографія
Демографічна структура станом на 31 березня 2011 року:
|          | Загалом | Допрацездатний вік | Працездатний вік | Постпрацездатний вік |
| -------- | ------- | ------------------ | ---------------- | -------------------- |
| Чоловіки | 3       | 0                  | 2                | 1                    |
| Жінки    | 4       | 0                  | 2                | 2                    |
| Разом    | 7       | 0                  | 4                | 3                    |